# Pontos extremos da América do Norte

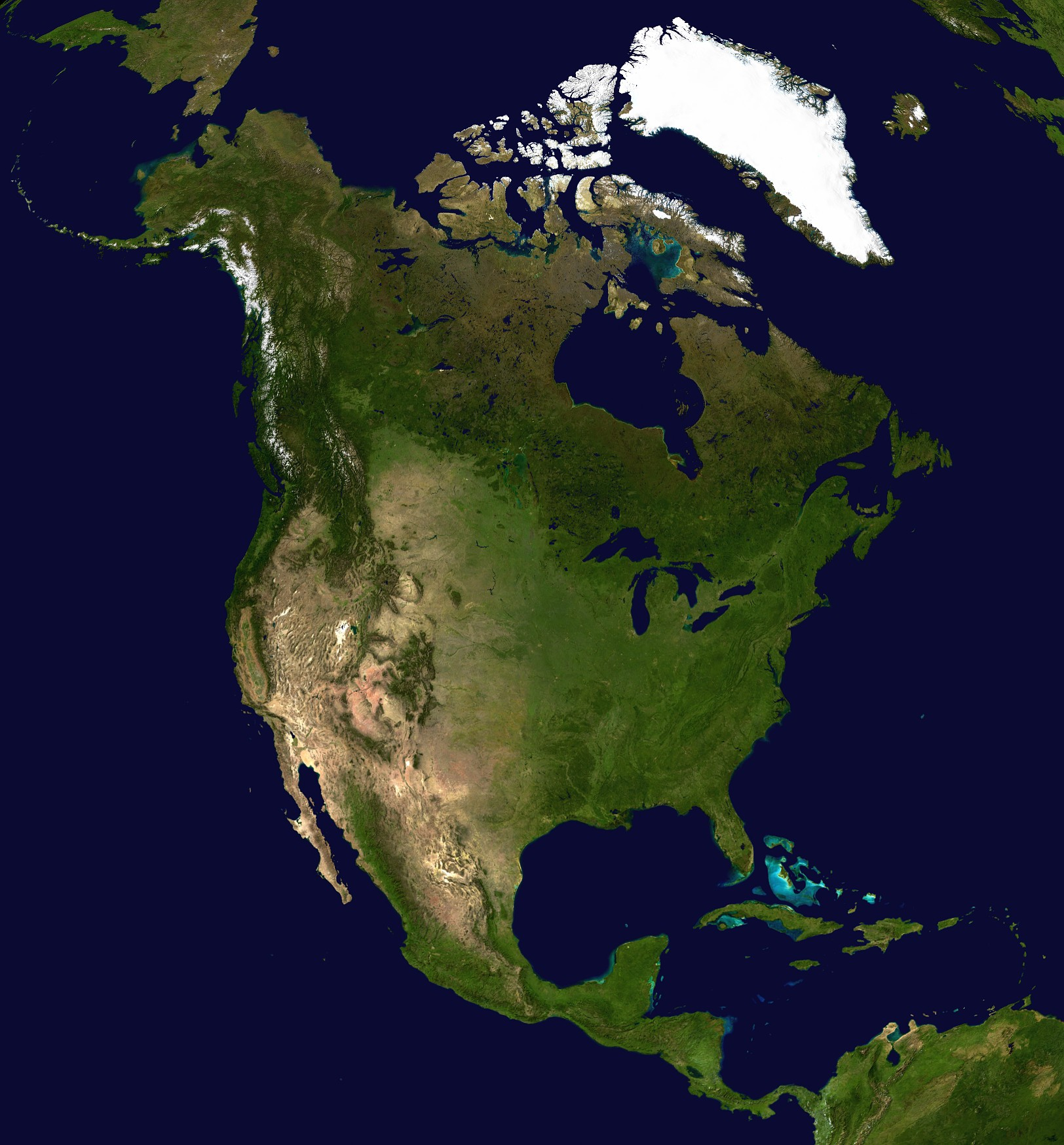
Composição de imagens de satélite da América do Norte

Os pontos extremos da América do Norte são os seguintes:

## América do Norte, incluindo as terras remotas e as pequenas ilhas
- Extremo norte: Ilha Kaffeklubben, Gronelândia (83°40'N)
- Extremo sul: Ilha do Coco, Costa Rica (5°30'N)
- Extremo oeste: Ilha Amatignak, Alasca, Estados Unidos da América (179 06' 31" W)
- Extremo leste: Nordost Rundingen, Gronelândia (12°08'W)

## América do Norte continental
- Extremo norte: Promontório Murchison, Península de Boothia, Nunavut, Canadá[1][2] (71°58'N)
- Extremo sul: Punta Mariato, Panamá[3] (7°12'32"N)
- Extremo oeste: Cabo Príncipe de Gales, Alasca, Estados Unidos da América (168°05'W)
- Extremo leste: Cabo St. Charles, Terra Nova e Labrador, Canadá (55°38'W)

## Altitude
- Máxima: Monte McKinley, Alasca, Estados Unidos da América:  6194 m
- Mínima: Vale da Morte, Califórnia, Estados Unidos da América: 86 m abaixo do nível do mar